# محمد العجوز
محمد العجوز (1955 - 29 أبريل 2010) هو مغني منشد مصري، وصاحب شرائط أشكرك وأرفضك، وموال ياللى هان دمعي وغيرها من الأعمال، وهو تلميذ أحمد برين منشد المديح الشعبي.

## حياته
ولدَ محمد علي أحمد آدم، عام 1955 في نجع هلال بمدينة أدفو بأسوان، وخاله المنشد أحمد برين، ومع مرور الأيام ونُضج الصبي الصغير، ضمهُ خاله لفرقته، وسُرعان ما نضج وأصبح يُغنى المدائح.
تتلمذ العجوز في كتَّاب القرية، ثم تلقى التعليم الابتدائي والإعدادي في مدرسة النجع، قبل أنّ يذهب إلى مركز إدفو، ليدرس في دبلوم الزراعة، أي بعيدًا عن النجع فوق العشرين كيلو.
اشترك العجوز بعد أن تخرج من مدرسة الزراعة في الإنشاد والمديح مع خاله برين، في سلسلة حلقات سُميت بـ فرش وغطا ، كما قدم الشيخ أحمد برين والعجوز ما يعرف بـ التخمير الديني (الإشارات والرموز الصوفية في صورتها الشعبية), وكذلك الأمر بالنسبة للمديح النبوي المتأثر بكل ذلك.

## مسيرته
بدأ حياته بتلاوة القرآن الكريم والمدائح النبوية المشرفة فى المناسبات العامة والموالد والأفراح
وفي بداية الثمانينات، خرج العجوز من بطانة البرين، وبدأ الغناء الصوفي الشعبى والمدح، وتجوّل في مقامات الأولياء، ومع مقام الشيخ إبراهيم الدسوقي ، وكما ذاع صيت التهامي خارج مصر انتشر اسم العجوز، وبدأ في إحياء الحفلات خارجها، فأقام عددا من الليالي في روما وباريس وأمستردام وغيرها من المدن الأوروبية.
بدأت شهرة محمد العجوز فى ثمانينيات القرن الماضي حين قدمه المخرج شوقي جمعة فى برنامجه الشهير الفن الشعبي على القناة الأولي، إن  العجوز كان يتمتع بصوت قوي وقدرة هائلة على التطريب، وقد أحيا الكثير من حفلات الإنشاد على مستوي الجمهورية،  لكن ميله للتطريب كان هو الغالب فكان يقوم بإدخال بعض مقاطع المطربين الكبار أمثال عبدالحليم حافظ وفايزة أحمد وأم كلثوم،  وقد كان هذا يلقي استحسانا كبيرا لدى الجمهور
لم يكن في حياته الأولي شيء يذكر وجعله متميزا عن أقرانه سوي عنقه الطويل الذي تظهر منه تفاحة آدم، والذي يجبرك علي أن تستمع للصوت الصادر عن تلك الحنجرة باهتمام، ويضاعف هذا الاهتمام رخامة الصوت ذاته 
شارك فى العديد من المهرجانات الشعبية فى مصر والخارج، وحصل على العديد من الأنوطة والنياشين والجوائز، ثم حدث تحور فى تاريخه الغنائى وتتلمذ على يد الفنان الشعبى البرين.
قام الفنان العجوز بالغناء لأم كلثوم، وخاصة أغنية سيرة الحب واعتاد أن يمزج أغانيه بمقاطع من أغانى أم كلثوم وعبد الحليم حافظ، كما قام بغناء عدد من الألبومات يقال إنه غناها من وحى الإلهام للفنانة لليلى علوى، والألبومات هى بكرهك وأشكرك وأرفضك.

## اشاعة حبه لليلي علوي
ورغم أن معظم المداحين أنشدوا لـ اسم "ليلى" وتغنوا بها، إلا أن "ليلى" رافقت العجوز فى الإشاعة التى أنكرها دائما أنه يعشق الفنانة ليلى علوي التى أرجعتها الإشاعات بأنه قابلها صدفة وهو فى رحلة، فوقع فى غرامها، ورغم الإنكار إلا أن بعض الهواة قاموا بوضع صورة الفنانة الشهيرة على بعض المقاطع التى غناها وتم وضعها على قنوات اليوتيوب بعد رحيله، رغم إنكاره الدائم  فى حياته وتصريحات الإعلامية بأنه غير صحيح 

## وفاته
لقى مصرعه في 29 أبريل 2010 فى حادث مأساوى، حيث اصطدمت سيارته بأحد أعمدة الإنارة على طريق القاهرة - أسوان الصحراوي الغربي،كما أصيب فى الحادث اثنان من أعضاء فرقته الموسيقية.